# Sexey-les-Bois
Sexey-les-Bois korábbi község Franciaországban, Meurthe-et-Moselle megyében. Lakosainak száma 380 fő (2018. január 1.). Sexey-les-Bois Aingeray, Fontenoy-sur-Moselle, Liverdun és Velaine-en-Haye községekkel határos.
2019. január 1-jén Velaine-en-Haye korábbi községgel egyesült és az így létrejött Bois-de-Haye új község része lett.

## Népesség
A település népessége az elmúlt években az alábbi módon változott:
| Lakosok száma | 261  | 246  | 266  | 315  | 347  | 363  | 353  | 375  | 378  | 380  |
|               | 1968 | 1975 | 1982 | 1999 | 2006 | 2011 | 2013 | 2016 | 2017 | 2018 |